# Pokal Again
Pokal Again è una canzone pubblicata in Germania nel giugno 2010 dal comico tedesco Matze Knop.

## Descrizione
Il brano è una cover di Hello again di Howard Carpendale, ed è dedicata alla Nazionale di calcio della Germania. Uscito in occasione del Campionato mondiale di calcio 2010 in Sudafrica, nel brano Knop parla di riprendersi l'ultima coppa conquistata in Italia nel 1990, e nel video egli infatti va a Roma alla ricerca della coppa per portarla in Germania, ma una volta a Berlino inciampa e la coppa si distrugge.
Il brano ha riscontrato un certo successo nelle radio e nei canali musicali tedeschi, raggiungendo buoni posti in classifica.

## Tracce
Download digitale
1. Pokal Again – 4:08
2. Pokal Again (Club Version)[1] – 3:37